# Solothurner Torte
Solothurner Torte nebo také Solothurner Kuchen (česky solothurnský dort nebo solothurnský koláč) je vícevrstvý dort kruhového tvaru, vyráběný ve švýcarském městě Solothurn. Originál je vyráběn společností Suteria Chocolata AG. Vyráběn je od roku 1915 podle receptu Alberta Studera.
Originál má průměr cca 18–26 cm. Jsou ale vyráběny i menší varianty např. 9 cm a 12 cm. Spodní a vrchní vrstvou dortu jsou dvě tenké kruhové sněhové pusinky z bílku, cukru, mandlí a lískových ořechů. Hmota na sněhové pusinky se spirálovitě nanese na pečicí papír pomocí cukrářského pytlíku. Spirála má být z estetických důvodů vidět i po upečení, pro tento dort je charakteristická.
Na jednu ze sněhových pusinek se z jedné strany nanese máslový krém, který se skládá z másla (případně i z rostlinného tuku), mléka, cukru, vajec (žloutků), kukuřičného škrobu, hladké mouky, soli, citronové kůry a vanilky). Do krému mohou být přidány i lehce pražené a jemně mleté lískové ořechy. 
Jádro dortu tvoří asi 2,5 cm vysoký piškot, který se usadí na pusinku potřenou máslovým krémem. Na piškot je z boku a z vrchu také nanesen máslový krém a celý dort je pak uzavřen druhou sněhovou pusinkou. 
Z boku je dort posypán plátky pražených lískových ořechů. Následně je dort chlazen v lednici. 
Tento desert se konzumuje celoročně.